# Форе (острів)
57°56′00″ пн. ш. 19°09′00″ сх. д. / 57.933333333333° пн. ш. 19.15° сх. д.
Форе (швед. Fårö) — острів у Балтійському морі, на півночі шведського лену Готланд.
Населення складає 524 особи (2012).
На острові відсутні пошта, поліція, лікарні, банки, дорожня мережа малорозвинена, але влітку його часто відвідують туристи.

## Географія

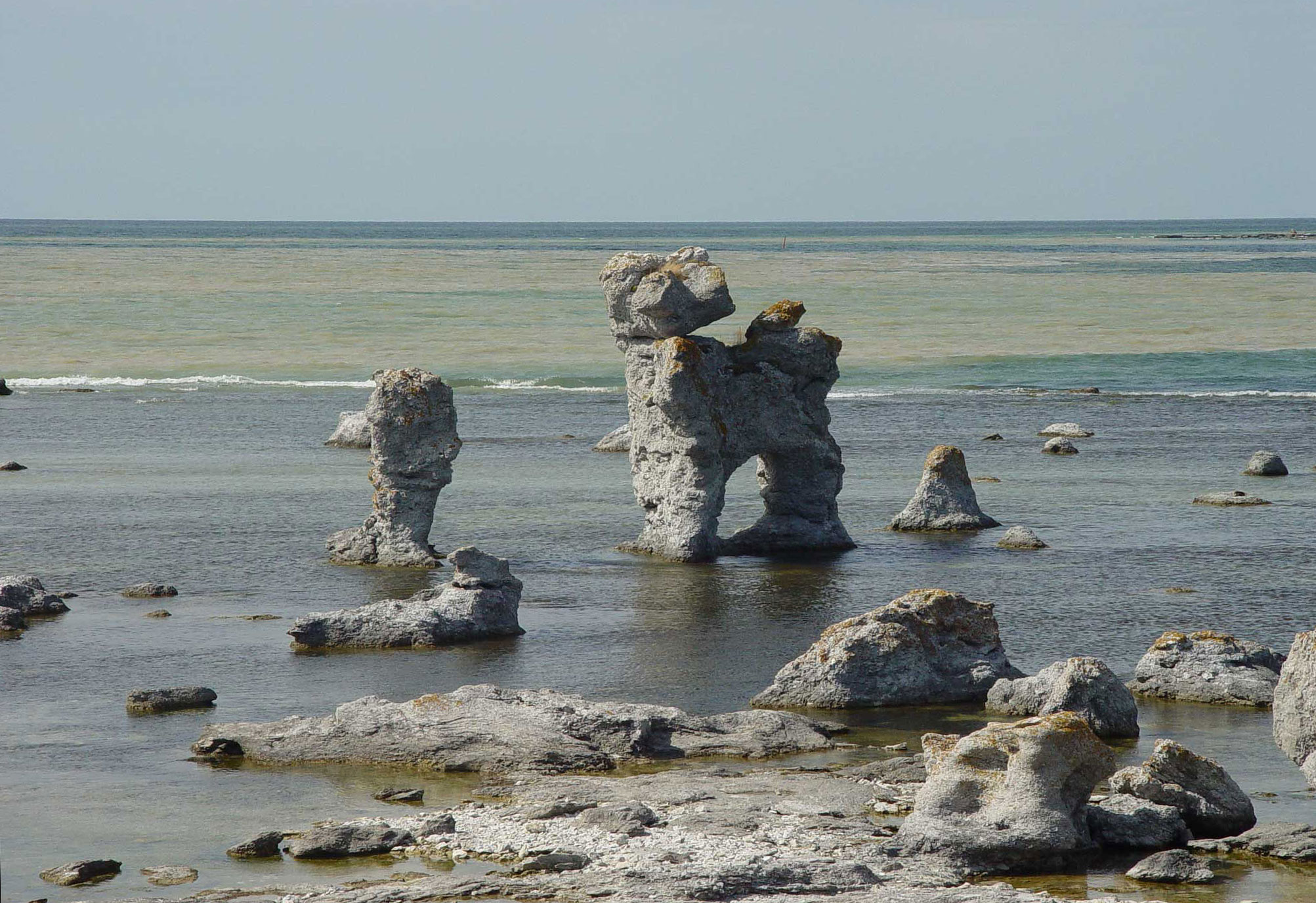
Скелі «раукари» на узбережжі

Острів відокремлений від острова Готланд протокою Форесунд.
Транспортний зв'язок здійснюється двома поромними переправами, під орудою Шведської Національної дорожньої адміністрації.
Площа острова — 111,35 км², з яких 9,7 км² займають болота.
На островах Форе і Готланд часто зустрічаються кам'яні колони, які називаються «раукар», що утворилися в результаті ерозії під час льодовикового періоду.

## Військове минуле
До 1990-х років Форе та північ острова Готланд були закриті для відвідування іноземцями, оскільки тут розташовувалися державні військові підрозділи прибережної оборони.
На в'їзді в закриту територію було встановлено багатомовні попереджувальні знаки, що інформують про це.
Після того, як Швеція вступила до Європейського союзу, військові частини були розформовані та територія стала доступною для туристів.
Пам'ятником про військове минуле острова є радіощогла Гольмудден заввишки 203 м.

## Туризм
Кожного червня на острові проводиться тижневий кінофестиваль на честь Бергмана.
У вересні проводиться інший захід, «Форенатта» (Ночі Форе), під час якої всі бари та ресторани залишаються відкритими всю ніч, виставляються ремісничі стенди, церква також відкривається опівночі.

## Визначні пам'ятки
- Маяк Форе — у північно-східній частині острова. Ця споруда заввишки 30 м побудована в 1846—1847 роках.
- Ланггаммар — півострів у північно-західній частині Форе, на якому є однойменний природний парк, зі скелястими берегами та кам'яними колонами, що утворилися під час льодовикового періоду, які називаються «раукари». У Ланггаммарі Інгмар Бергман знімав фільм «Крізь тьмяне скло»[2].
- Дігергувуд — природний парк, в якому розташоване рибальське село Гелгуманнен. Це місце не рекомендується для купання через велику глибину біля узбережжя (до 80 м) і сильної течії, але є популярним серед дайверів і рибалок-аматорів.
- Судерсанд — довгий піщаний пляж у північно-східній частині острова.

## Кінематограф
Шведський кінорежисер Інгмар Бергман жив і помер на острові, кілька його фільмів були зняті тут же: «Година вовка», «Пристрасть», «Персона», «Сором», «Сцени з подружнього життя» (знятий у будинку його колишньої дружини) та «Крізь тьмяне скло».

## Галерея

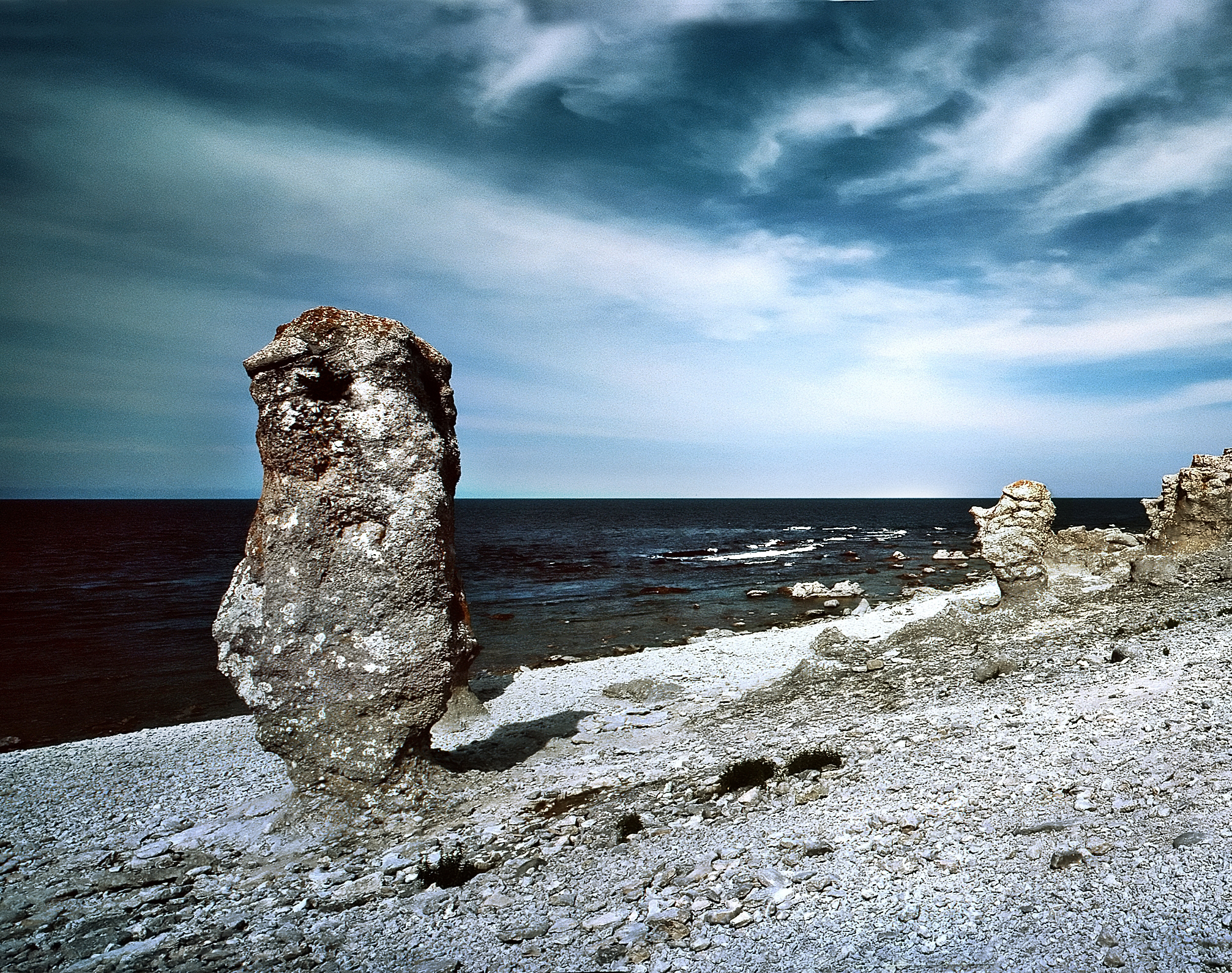
Скелі-раукари
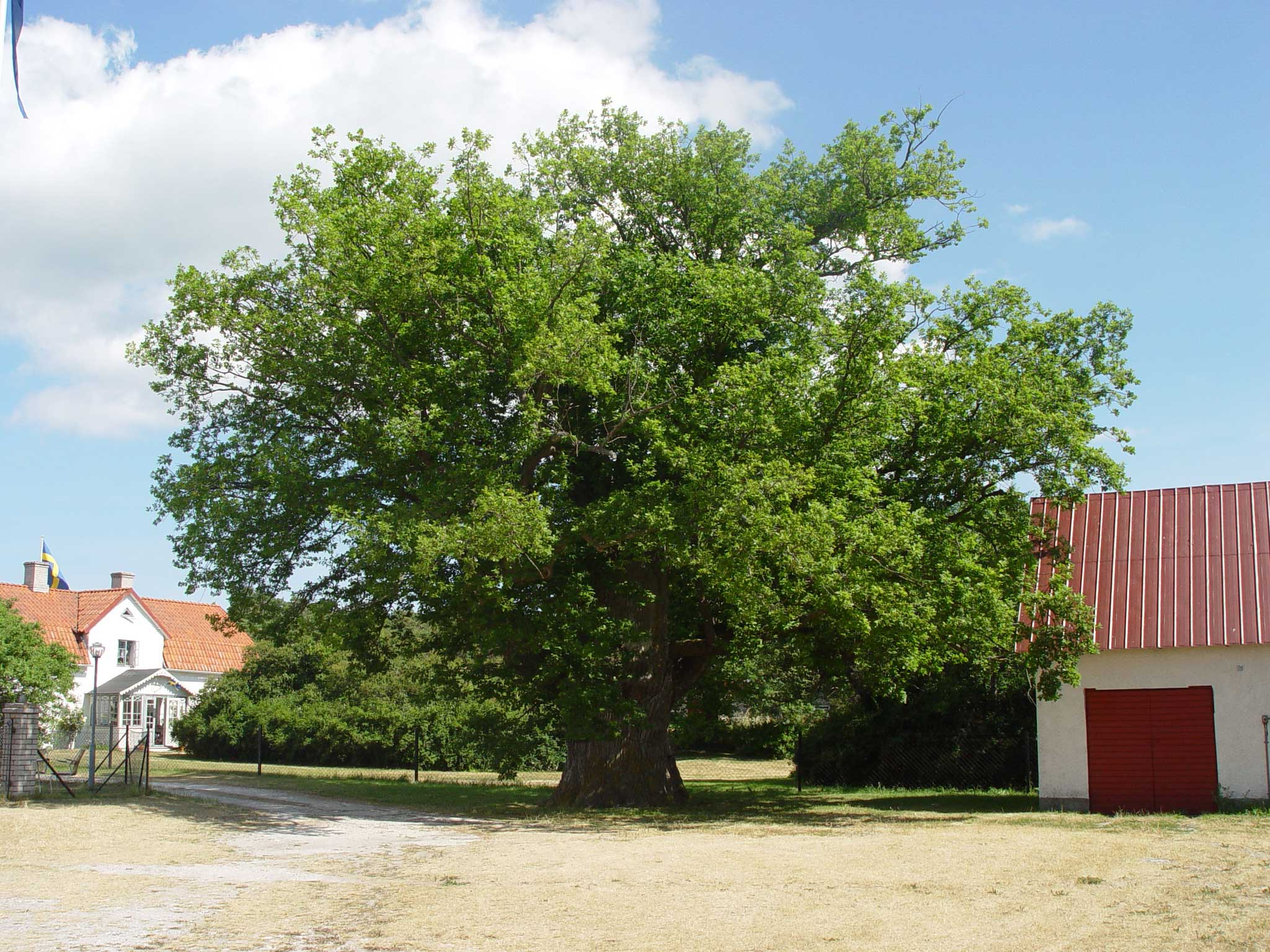
Дуб у селищі Авекен
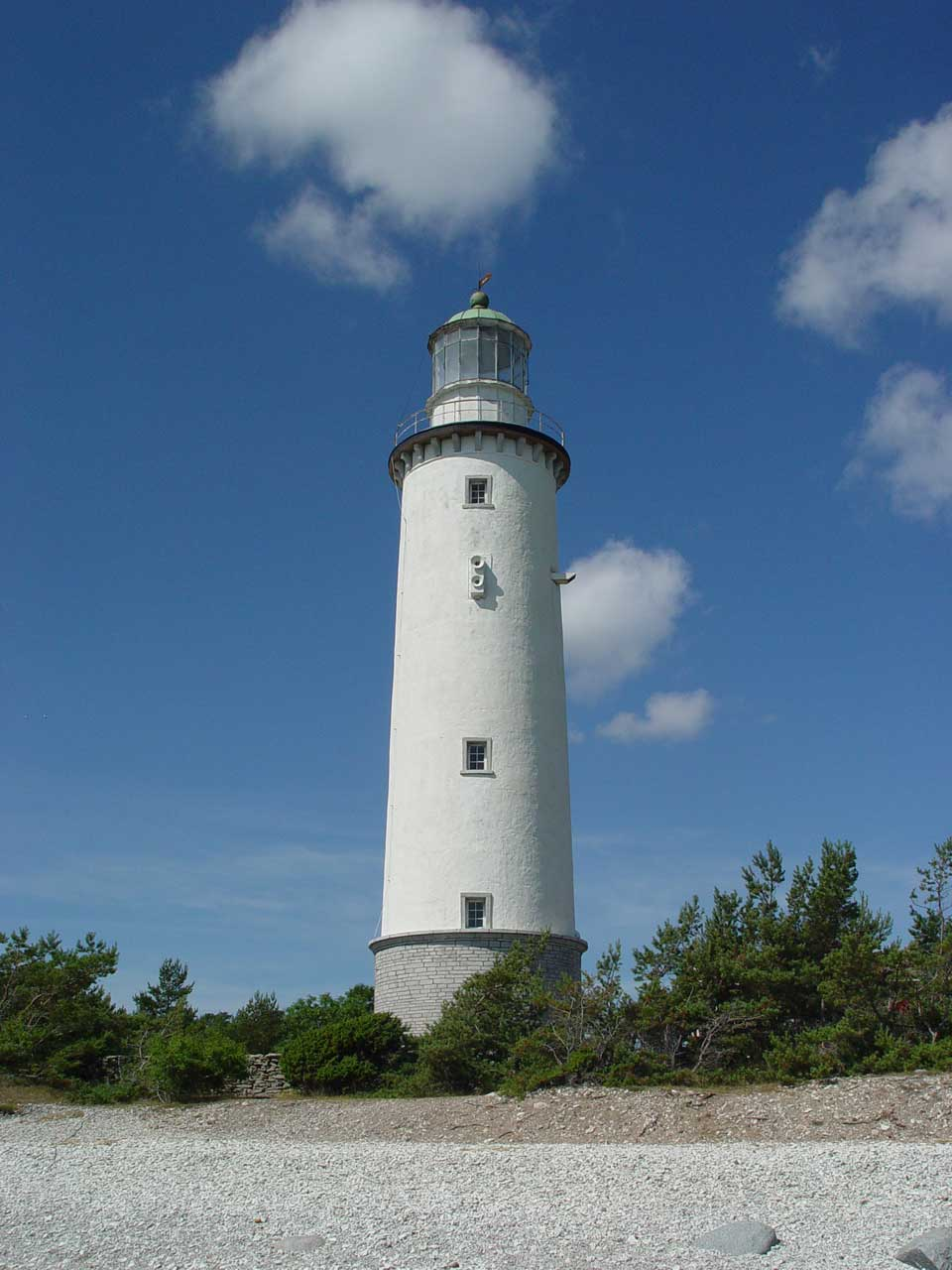
Маяк Форе
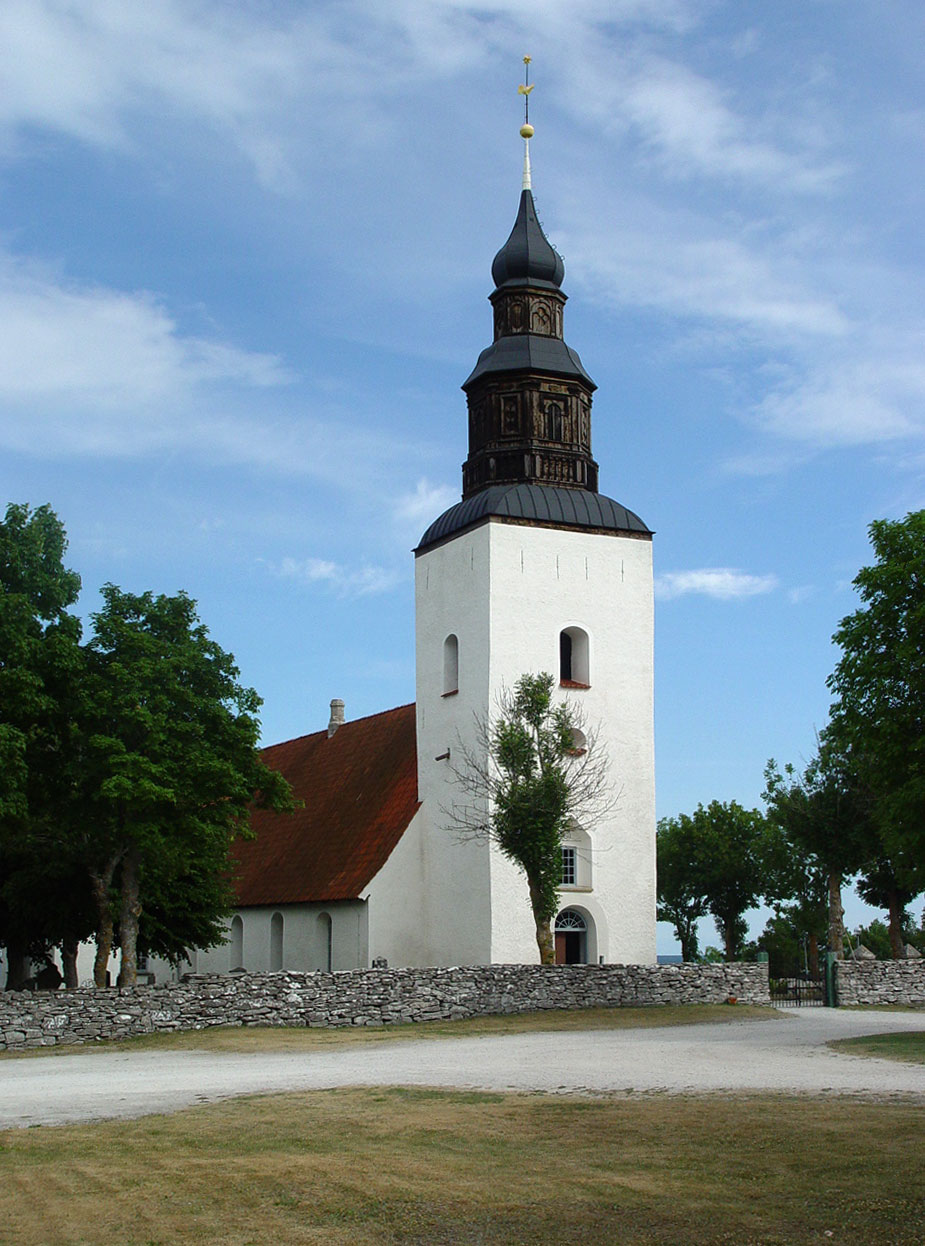
Церква